# 228P/LINEAR
228P/LINEAR – kometa krótkookresowa, należąca do rodziny Jowisza.

## Odkrycie
Kometa została odkryta 17 grudnia 2001 roku w ramach programu obserwacyjnego LINEAR, uważana najpierw za planetoidę (oznaczenie 2001 YX127). W nazwie znajduje się nazwa programu.

## Orbita komety i właściwości fizyczne
Orbita komety 228P/LINEAR ma kształt elipsy o mimośrodzie 0,18. Jej peryhelium znajduje się w odległości 3,43 j.a., aphelium zaś 4,9 j.a. od Słońca. Jej okres obiegu wokół Słońca wynosi 8,49 roku, nachylenie do ekliptyki to wartość 7,92˚.
Jądro tej komety ma rozmiary maks. kilka km.